# Клин (аеродром)
Клин — військовий аеродром на півночі Московської області, розташована за 4 км на північ від міста Клин. Він знаходиться на півдорозі між Москвою і Твер'ю.
На аеродромі базується 92-га інструкторсько-дослідницька вертолітна ескадрилья 344-го центру.

## Історія
У 1970-х роках у Клину дислокувався 192-й винищувальний авіаційний полк перехоплювачів, який використовував літаки Су-15ТМ і МіГ-23М. Цей полк був розформований у 1979 році.
З 1983 року на аеродромі базувалась 78-а окрема військово-транспортна авіаційна ескадрилья 61-ї повітряної армії яка використовувала літаки Іл-76. На аеродромі знаходиться багато типів військово-транспортних літаків (Іл-76, Ан-12, Ан-26, Ту-134 та ін.).

## Катастрофи та інциденти
7 грудня 1977 року на аеродромі трапилася рідкісна подія — відразу три катастрофи літаків Су-15ТМ послідовно, за дуже короткий час (8 хв). Погода була дуже складною: ніч, нижній край хмарності 60-70 м, снігопад. Полкові льотчики та старші авіаначальники виконували польоти для підтвердження класної кваліфікації. Послідовно трапились наступні катастрофи:
- Першим заходив на посадку генерал-майор Кадишев. Літак потрапив у снігопад із видимістю менш як 10 м. Льотчик, не повіривши приладам та вказівкам керівника ближньої зони польотів, почав робити посадку на освітлену вулицю селища, помилку помітив пізно. Літак зіткнувся із землею за 6 км від ЗПС, льотчик загинув. Уламки розлетілися на 1300 м та зруйнували житловий будинок.
- Слідом за ним заходив на посадку полковник Фомін. Через обмерзання приймачів повітряного тиску літального апарата (імовірно, обігрів не впорався з льодом, що налип), літак врізався в антени дальнього приводного радіомаяка і зіткнувся з землею. Льотчик загинув. При цьому також загинув місцевий житель, який йшов дорогою до свого будинку.
- Третім був майор Тищенко. Заходячи тільки по одному маяку ближнього приводу, промахнувся смугою і при мінімальному залишку палива пішов у зону катапультування, але на висоті 30-40 м двигуни зупинилися, як потім з'ясували, двигуни обледенілі до другого ступеня. Льотчик спроб катапультування не робив і загинув.

Першопричинами, окрім погоди, було несправне наземне обладнання, а також специфіка літака.